# Garcinia corymbosa
Garcinia corymbosa là một loài thực vật có hoa trong họ Bứa. Loài này được (Pancher & Sebert) Baker f. mô tả khoa học đầu tiên năm 1921.